# Георг Датский
Гео́рг Да́тский и Норве́жский, ге́рцог Ка́мберленд (2 апреля 1653, Копенгаген — 20 ноября 1708, Лондон) — датский принц, сын короля Фредерика III и Софии Амалии Брауншвейг-Люнебургской; супруг королевы Англии, Шотландии и Ирландии (с 1707 года — Великобритании и Ирландии) Анны Стюарт.
Брак Георга с Анной был организован в начале 1680-х годов с целью заключения англо-датского союза в попытке сдерживания морских сил Нидерландов, в результате чего Георг оказался в конфронтации к Вильгельму Оранскому, который был женат на Марии — старшей сестре Анны. Вильгельм и Мария стали монархами Англии и Шотландии в 1689 году в результате свержения тестя Георга Якова II; супруга Георга стала предполагаемой наследницей при новых монархах.
Вильгельм отстранил Георга от действительной военной службы, и ни принц, ни его супруга не обладали большим влиянием вплоть до смерти Вильгельма, который после 1694 года правил единолично. Со смертью зятя Анна стала королевой, и во время её правления Георг поддерживал супругу, даже если не был согласен с ней. Он предпочитал тихую семейную жизнь и почти не интересовался политикой; в 1702 году Георг был назначен на пост лорд-адмирала, однако этот пост для принца в большей степени являлся знаком почтения, нежели реальной должностью.
Семнадцать беременностей Анны окончились выкидышами или появлением на свет мёртвых младенцев, смертью четверых детей в детстве или младенчестве и рождением принца Уильяма, прожившего одиннадцать лет. Несмотря на неспособность Анны родить здорового наследника, отношения королевы с супругом всегда оставались тёплыми. Георг умер в возрасте 55 лет от периодических и хронических заболеваний дыхательных путей и был похоронен в Вестминстерском аббатстве. После смерти супруги Георга в 1714 году на британском троне воцарилась Ганноверская династия.

## Ранние годы

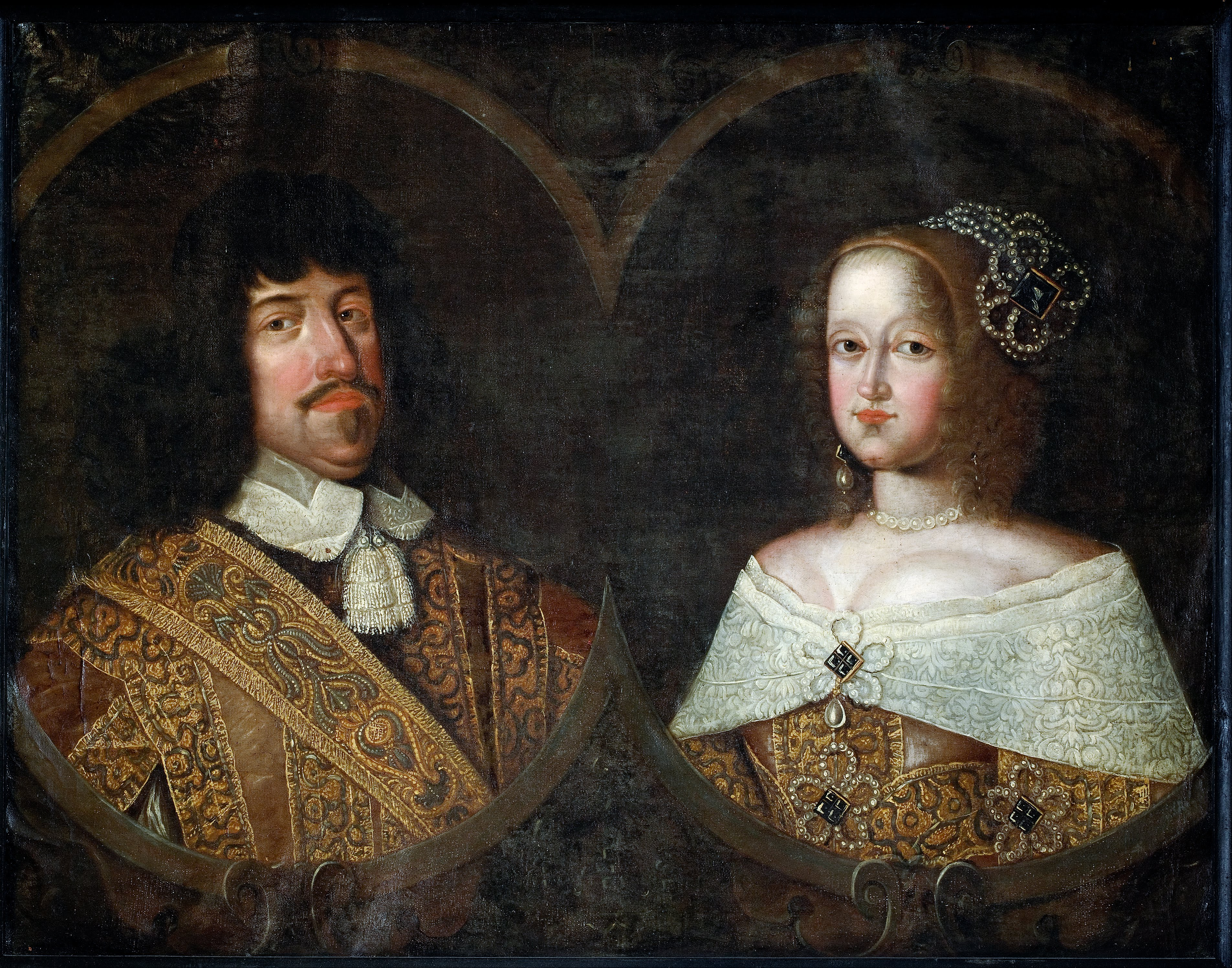
Родители Георга Датского.
Неизвестный художник, ок. 1643 года

Георг Датский родился по разным данным 2 апреля, 21 апреля или 11 ноября 1653 года в Копенгагенском замке и был пятым ребёнком и третьим сыном короля Дании и Норвегии Фредерика III и Софии Амалии Брауншвейг-Люнебургской. Мать Георга была родной сестрой Эрнста Августа Брауншвейг-Люнебургского, будущего курфюрста Ганновера и отца короля Великобритании Георга I, сменившего на престоле вдову своего двоюродного брата Георга Датского королеву Анну Стюарт.
С 1661 года воспитанием принца занимался гувернёр Отто Гроте цу Шауэн, ставший позднее ганноверским посланником в Дании. Гроте давал лишь поверхностное образование Георгу, поскольку являлся «больше придворным и государственным деятелем, нежели учителем». В 1665 году Гроте отбыл к Ганноверскому двору и воспитанием принца занялся более подходящий для этого Кристен Йенсен Лодберг — датский епископ и историк. Георг получил военное образование и совершил гран-тур по Европе, проведя восемь месяцев в 1668—1669 годах во Франции и половину 1669 года в Англии. В конце 1669 — начале 1670 года Георг отбыл в Италию, где получил весть о смерти отца и восшествии на датский престол старшего брата Кристиана V. Георг вернулся домой, по пути на несколько дней остановившись в Германии. В 1672—1673 годах принц снова побывал в Германии, где навестил сестёр Анну Софию и Вильгельмину Эрнестину, которые были замужем за курфюрстами Саксонии и Пфальца соответственно.
В 1674 году Георг рассматривался в качестве кандидата на роль выборного короля Польско-Литовского государства; в этом деле принца поддерживал французский король Людовик XIV, однако из-за своей религии — Георг был ярым лютеранином, в то время как Польша являлась страной католической — отказался от этой затеи и королём был избран Ян Собеский. В 1677 году Георг с отличием служил своему брату Кристиану во время Датско-шведской войны. Его брат был захвачен шведами в битве при Ландскруне и Георг «пробивался через множество врагов и спас его, несмотря на риск для собственной жизни».
Вероятно, в 1669 году, когда Георг посетил английский королевский двор, появились первые планы относительно его брака с племянницей короля Карла II леди Анной. Георг и Анна были дальними родственниками: оба они были потомками короля Дании Фредерика II. Они никогда не встречались ранее и во время визита Георга в Лондон Анна гостила у тётки во Франции. Король Карл II искал такого жениха для племянницы, который одновременно устроил бы и протестантов-подданных, и католического союзника Людовика XIV. Людовик XIV одобрил союз между Англией и Данией, являвшейся также союзником Франции, поскольку он ограничивал силу голландцев; отец Анны также охотно согласился на союз с Данией, поскольку другим его зятем был влиятельный штатгальтер Нидерландов Вильгельм Оранский, выступавший против этого союза. Над заключением брачного договора между Анной и Георгом трудились дядя Анны по матери Лоуренс Хайд и английский государственный секретарь Северного департамента граф Сандерленд.

## Брак

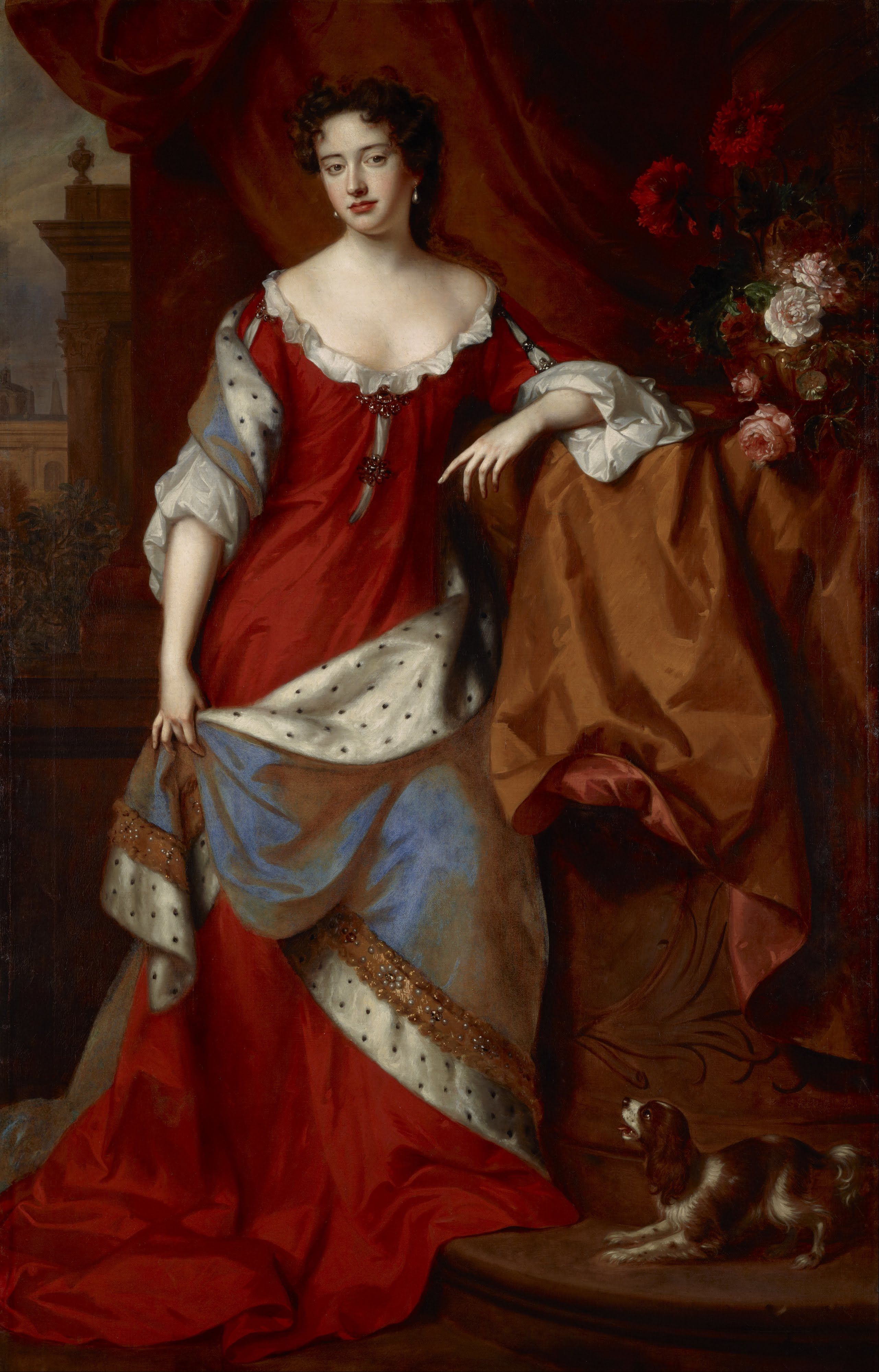
Леди Анна, супруга Георга
Виллем Виссинг и Ян ван дер Ваарт, 1685 год. Национальная галерея Шотландии

Брачная церемония Георга и Анны состоялась 28 июля 1683 года в Королевской капелле Сент-Джеймсского дворца под руководством Генри Комптона, епископа Лондонского. Среди множества знатных гостей на свадьбе присутствовали королевская чета и отец Анны с супругой. По решению парламента Анна получала после свадьбы содержание в размере двадцати тысяч фунтов в год, в то время как сам Георг получал в качестве дохода от датских поместий только десять тысяч; выплаты из Дании были нерегулярными и неполными, и потому Георг в некоторой степени финансово зависел от жены. Резиденцией пары в Лондоне по распоряжению короля стал комплекс зданий в Уайтхолле близ современной Даунинг-стрит, известный как Кокпит. Георг не был честолюбив и надеялся жить тихой семейной жизнью с Анной. Он писал другу: «Мы тут думаем отправиться на чаепитие или в Винчестер, или куда угодно, лишь бы не сидеть на месте всё лето, что в общем-то было пределом моих мечтаний. Да пошлёт мне Бог спокойной жизни где-нибудь, ибо я не способен более переносить эти постоянные метания».
Вскоре после свадьбы Анна забеременела, но в мае 1684 года ребёнок — девочка — родился мёртвым. Анна отправилась на лечение в курортный город на западе Кента и в течение следующих двух лет она родила двоих дочерей — Марию и Анну Софию. В начале 1687 года, в считанные дни, Георг и обе его малолетних дочери заболели оспой, а у Анны случился выкидыш; Георг выздоровел, но обе его дочери умерли с разницей в шесть дней. Леди Рассел писала, что Георг и Анна «очень тяжело восприняли [эти смерти]. Первое облегчение в этом горе наступило в результате угрозы ещё большего горя, [когда] Принц заболел горячкой. Я никогда не знала отношений более трогательных, чем [тех, что были у них], когда они вместе. Иногда они плакали, иногда вели скорбные беседы; потом сидели молча, голова к голове; он больной [лежал] в постели, а она была более заботливой сиделкой для него, чем можно себе представить». В середине 1687 года, оправившись от горя и болезни, Георг совершил двухмесячный визит в Данию; Анна же оставалась в это время в Англии. Позднее в том же году, после возвращения супруга, Анна вновь родила мёртвого ребёнка, на этот раз мальчика.
В феврале 1685 года умер король Карл II, не оставив законного наследника. Новым королём стал тесть Георга — католик Яков II. Георг вошёл в Тайный совет и мог присутствовать на заседаниях Кабинета министров, хотя и не имел власти влиять на его решения. Вильгельм Оранский отказался присутствовать на коронации Якова II, поскольку считал, что на церемонии Георг будет иметь приоритет перед ним: хотя оба они были зятьями нового короля, Вильгельм, хоть и был одновременно его племянником, являлся всего лишь избранным штатгальтером, а не принцем королевской крови как Георг.
После восшествия на престол Якова II протестантская оппозиция, ранее сосредотачивавшаяся вокруг предполагаемой наследницы леди Марии, проживавшей с 1677 года с супругом в Нидерландах, теперь обратила внимание на Георга и Анну. Социальная и политическая оппозиционная группировка, ориентировавшаяся на пару, стала известна по названию резиденции Георга и Анны — «Кокпитский кружок». 5 ноября 1688 года Вильгельм Оранский вторгся в Англию и спустя несколько дней сверг своего тестя. Георг был предупреждён датским послом в Лондоне Фредериком Герсдорфом о том, что Вильгельм собирает флот для вторжения. Георг сообщил Герсдорфу, что армия Якова пребывает в недовольстве, и в результате он откажется от любого командования под управлением короля, однако останется служить в качестве добровольца. Герсдорф разработал план по эвакуации принца с супругой в Данию и ознакомил с ним Георга, однако тот сразу же отверг его.
В середине ноября 1688 года Георг сопровождал войска тестя в Солсбери, где стало ясно, что многие солдаты и представители знати перешли на сторону Вильгельма. По сообщениям очевидцев, с каждым новым побегом Георг возмущался: «Как такое возможно?»; однако 24 ноября он сам перешёл на сторону свояка, на что Яков II якобы заметил «Что ж, „Как такое возможно“ тоже ушёл». В своих воспоминаниях Яков называл бегство Георга незначительным, говоря, что потеря одного хорошего мерина имела бы большие последствия; тем не менее, Герсдорф сообщал, что массовое дезертирство, в том числе и принца, беспокоило короля. События ноября 1688 года способствовали окончательному падению Якова: в декабре король бежал во Францию и в начале следующего года Вильгельм и Мария были объявлены монархами-соправителями. В начале апреля 1689 года Вильгельм одобрил билль о натурализации Георга в качестве английского подданного, а также даровал принцу титулы герцога Камберленда, графа Кендала и барона Окингема. Георг занял своё место в палате лордов 20 апреля 1689 года, будучи представленным герцогами Сомерсетом и Ормондом.

## Герцог Камберленд

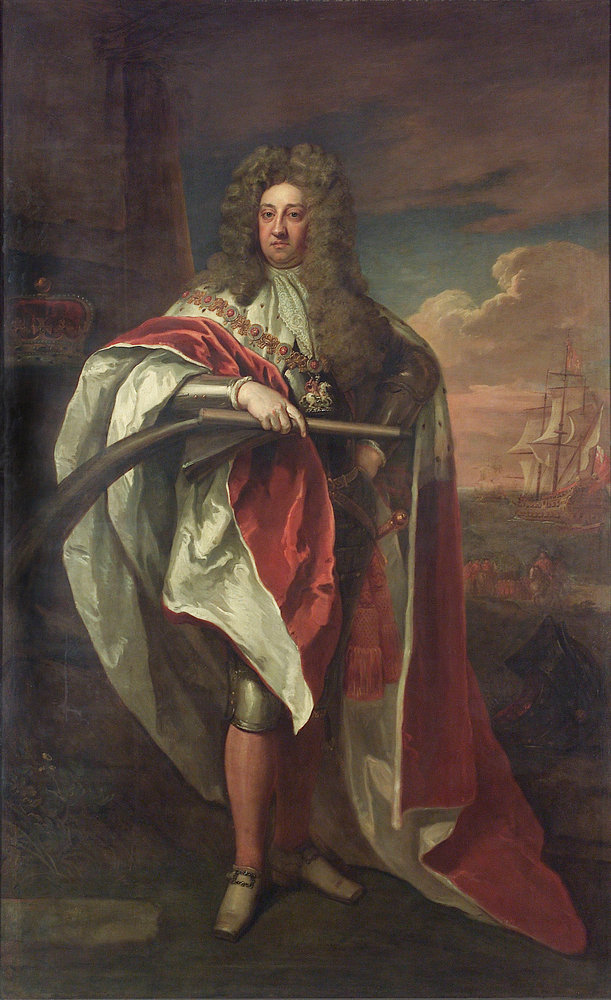
Георг, облачённый в герцогскую мантию и цепь Ордена Подвязки. Позади него на корабле развевается флаг адмиралтейства
Готфрид Кнеллер, ок. 1704 года

Разногласия между Георгом и Вильгельмом были улажены на краткий период во время революции в 1688—1689 годах, однако вскоре противостояние возобновилось и длилось в течение всего правления Вильгельма. Георг был вынужден заложить владения на Фемарне, а также в Тремсбюттеле и Штайнхорсте, которые он отказался передать герцогу Гольштейнскому по Альтонскому мирному договору от 1689 года между Данией и Швецией. Вильгельм был согласен выплатить Георгу проценты и некоторую сумму в качестве компенсации, однако Георг не получил ни того, ни другого. Во время военной кампании против сторонников Якова в Ирландии Георг сопровождал войска вильямитов за свой счёт, но был исключён из командования и получил отказ в разрешении на выезд в карете свояка. Пренебрежительное отношение армии Вильгельма заставило Георга стремиться войти в состав военно-морского флота, без звания, но Вильгельм снова помешал ему. Когда голландская гвардия Вильгельма не отдала честь Георгу, Анна решила, что они действовали по приказу её зятя. Георг с супругой покинул двор. В некоторой степени примирение было достигнуто после внезапной смерти королевы Марии от оспы в 1694 году, сделавшей Анну предполагаемой наследницей Вильгельма. В ноябре 1699 года Вильгельм наконец рекомендовал парламенту оплатить по закладной долг Георга и в начале следующего года оплата была совершена.
К 1700 году супруга Георга была беременна по меньшей мере семнадцать раз: двенадцать беременностей окончились выкидышами или появлением на свет мертворождённых детей; двое из пяти детей, родившихся живыми, умерли почти сразу после рождения. Единственным ребёнком пары, пережившим младенчество и детские годы, был Уильям, герцог Глостерский, однако он умер в июле 1700 года в возрасте одиннадцати лет. Со смертью Глостера супруга Георга вновь стала единственным Стюартом-протестантом в линии престолонаследия, установленной «Славной революцией». Чтобы продлить линию и укрепить протестантскую преемственность, парламент принял в 1701 году акт о престолонаследии, который назначил следующими после Анны в очереди на престол кузенов Анны и Вильгельма из Ганноверской династии.

### Супруг королевы
Георг не играл значительной роли в правительстве пока его супруга не стала королевой после смерти Вильгельма в 1702 году. Георг возглавлял похоронную процессию покойного короля. Анна назначила супруга на пост генералиссимуса всех вооружённых сил Англии 17 мая, а 20 мая Георг стал верховным лорд-адмиралом королевского флота. Должность лорд-адмирала была одновременно официальной и номинальной: реальная власть в Адмиралтействе принадлежала Джорджу Черчиллю, чей старший брат Джон, герцог Мальборо, был близким другом королевы и капитан-лейтенантом английских сухопутных войск. Георг был хорошо знаком с Черчиллями: ещё один брат герцога Чарльз был одним из постельничих Георга в Дании, а сам Мальборо сопровождал Георга во время поездки из Дании в Англию для женитьбы на Анне в 1683 году. Секретарём Георга в 1680-х годах был полковник Эдвард Гриффит, зять герцогини Мальборо, которая, в свою очередь, была близкой подругой и конфиденткой королевы Анны. После смерти Вильгельма III Георг стал капитан-генералом почётной артиллерийской роты и лордом-смотрителем Пяти портов. Однако Анне не удалось убедить Генеральные штаты Нидерландов избрать Георга капитан-генералом всех голландских сил, чтобы сохранить единое командование морских держав, созданное Вильгельмом III.

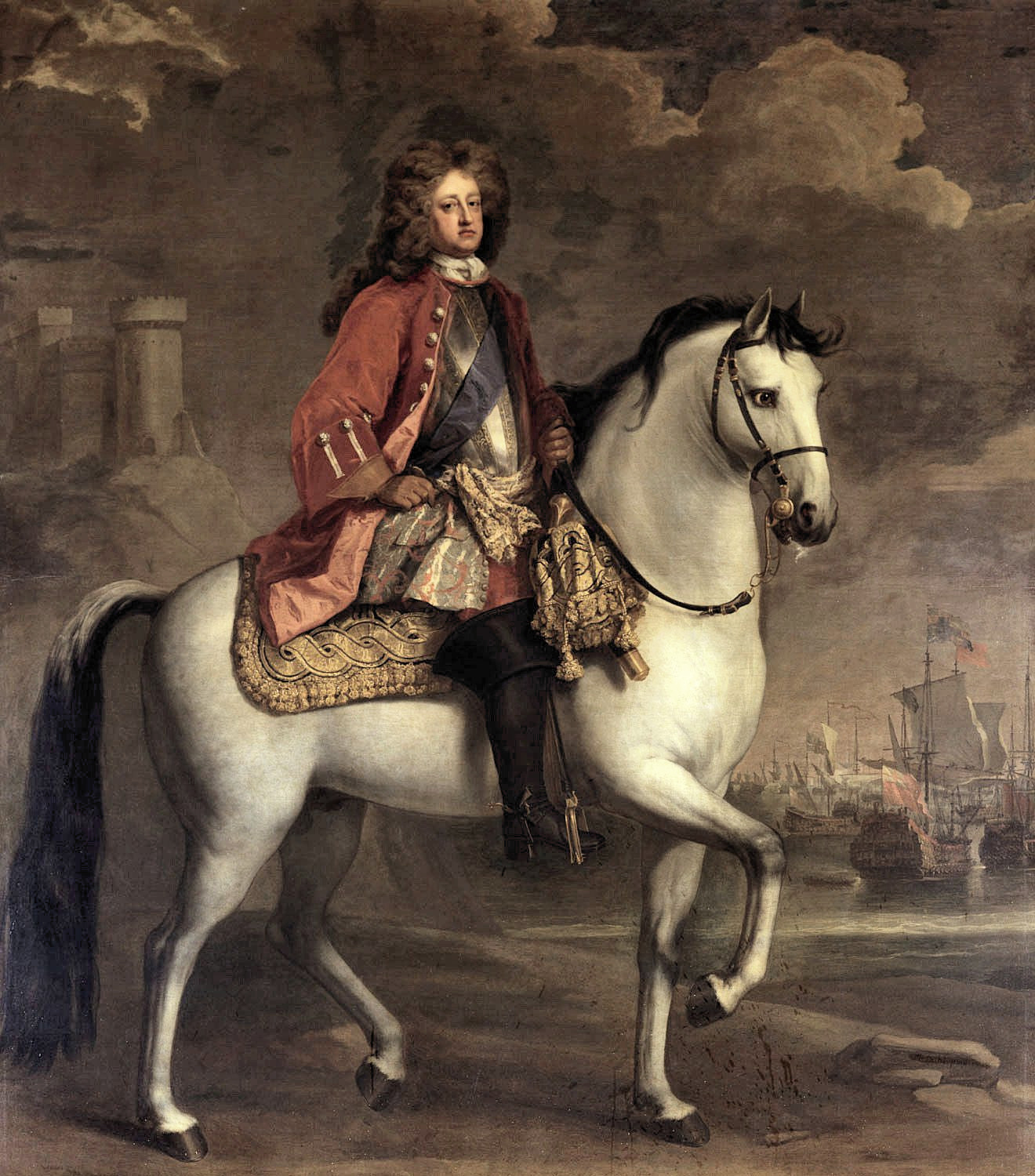
Портрет Георга на коне.
Михаэль Даль, 1704 год

Анне удалось добиться назначения парламентом пособия в размере 100 000 фунтов в год для Георга в случае её смерти. Акт об этом назначении легко прошёл Палату общин, однако с трудом пробился через Палату лордов. Мальборо поддержал акт, однако одним из лордов, выступивших против, оказался его собственный зять — Чарльз Спенсер, граф Сандерленд. В это же время Анна планировала обратиться к парламенту с просьбой сделать «её горячо любимого супруга королём-консортом», однако Мальборо, осознававший, что такое предложение в парламенте скорее всего встретит ожесточённое сопротивление, отговорил её.
Как правило, во время правления Анны Георг с супругой проводил зиму в Кенсингтоне и Сент-Джеймсском дворце, а лето в Виндзорском замке и Хэмптон-корте, где воздух был гораздо свежее. У Георга периодически случались приступы астмы и чистый воздух за пределами Центрального Лондона облегчал дыхание принца. По совету доктора Георга королевская чета дважды (в середине 1702 и 1703 годов) посетила курортный город Бат. Иногда они посещали Ньюмаркет (Суффолк), где проходили скачки; в один из таких визитов Анна приобрела супругу лошадь по кличке Лидс за огромную по тем временам сумму в тысячу гиней.
В конце 1702 года в парламент был внесён билль, по которому диссентеры-протестанты отстранялись от государственных должностей; этот билль был призван закрыть пробел в Акте о присяге, который ограничивал количество должностей для конформистов. Действующим законодательством разрешалось нонконформистам вступать в должность, при условии принятия ими англиканского причастия раз в год. Анна выступала в пользу этой меры и вынудила Георга голосовать за законопроект в Палате лордов, хотя сам он был лютеранином и, таким образом, конформистом. Во время голосования, как сообщали современники, Георг говорил противникам билля, что «сердцем он с ними». Билль не получил достаточной поддержки в парламенте и был отложен; в следующем году рассмотрение билля было возобновлено, однако на этот раз Анна отказалась поддержать билль, опасаясь, что повторное внесение на рассмотрение вызовет раздор между двумя основными политическими группировками — тори, поддержавшими билль, и вигами, которые выступали против него. Принятие билля снова провалилось, а Георг так и не стал членом Церкви Англии, которую на протяжении всего правления возглавляла его жена; он оставался лютеранином и посещал собственную церковь.
В первые годы правления Анны виги получили больше власти и влияния, чем тори. В качестве лорда-смотрителя Пяти портов Георг имел влияния в парламентских боро на южном побережье Англии, которые он использовал для поддержки кандидатов от партии вигов на выборах 1705 года. В том же году на выборах спикера Палаты общин Георг и Анна поддержали кандидата от вигов Джона Смита. Георг также призывал своего секретаря Джорджа Кларка, который был членом парламента, голосовать за Смита, но Кларк отказался и вместо этого поддержал кандидата от тори Уильяма Бромли. За отказ Георг уволил Кларка, а спикером всё же был избран Смит.

## Болезнь и смерть

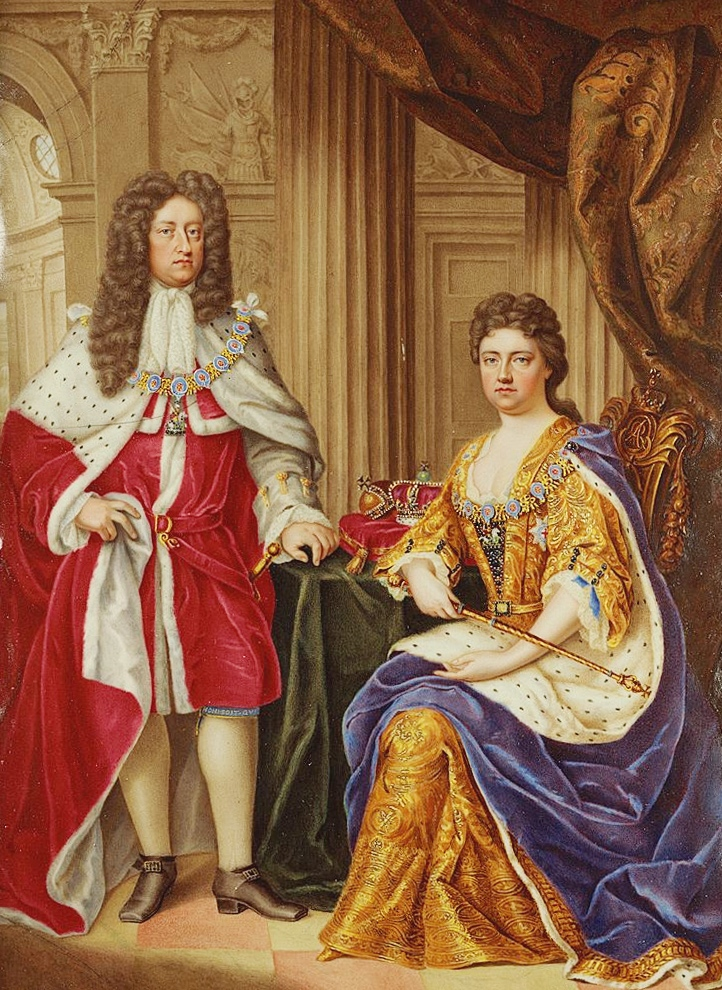
Георг и королева Анна
Эмаль, Чарльз Пьет, 1706 год. Королевская коллекция

В марте и апреле 1706 года Георг был тяжело болен: в его мокроте была кровь. К началу мая он, казалось стал восстанавливаться, однако эффект был недолгим: в июне он не смог присутствовать на благодарственном молебне в соборе Святого Павла, совершённого в честь победы англичан в битве при Рамильи. Георг пропустил ещё один молебен в мае 1707 года, совершённый в честь празднования заключения союза между Англией и Шотландией; в это время принц находился на лечении в Хэмптон-корте.
Морская катастрофа у островов Силли в 1707 году показала разруху в адмиралтействе, номинальным главой которого являлся Георг. Всё нарастающее давление со стороны политиков требовало замены адмирала Черчилля на кого-то более деятельного. К октябрю 1708 года пятеро влиятельных политиков — лорды Сомерс, Галифакс, Орфорд, Уортон и Сандерленд — известных как Хунта вигов, требовали смещения как Черчилля, так и самого Георга. Мальборо отправил брату письмо с просьбой добровольно уйти в отставку, однако Джордж отказался, уповая на поддержку принца.
Во время политического давления Георг уже находился на смертном одре, страдая тяжёлой формой астмы и отёками. 28 октября в половине второго утра принц умер в Кенсингтонском дворце. Королева была безутешна; Джеймс Бриджес, член парламента от Херефорда, писал генералу Кадогану: «Его смерть ввергла королеву в невыразимую скорбь. Она не оставляла его, пока он не умер, но продолжал целовать его в тот самый момент, когда его дух покинул тело, и потом леди Мальборо с трудом уговорила её оставить его». Анна писала племяннику Георга королю Фредерику IV: «потеря мужа, который любил меня так нежно и так преданно, слишком тяжела для меня, чтобы я могла нести её так, как полагается [королеве]». Королева отчаянно жаждала остаться в Кенсингтоне рядом с телом супруга, однако, ещё до похорон принца, под давлением герцогини Мальборо она нехотя отправилась в Сент-Джеймсский дворец. Георг был похоронен в частном порядке в полночь 13 ноября в Вестминстерском аббатстве.
Анна обижалась на навязчивые действия герцогини, которая сначала убрала портрет Георга из спальни королевы, а затем отказалась вернуть его, убеждённая тем, что это было естественно «не видеть бумаг или то, что принадлежало ему одному, то, что он любил». При жизни Георга, несмотря на политические разногласия, Анна была близка с герцогиней, однако смерть принца разрушила их отношения.

## Наследие

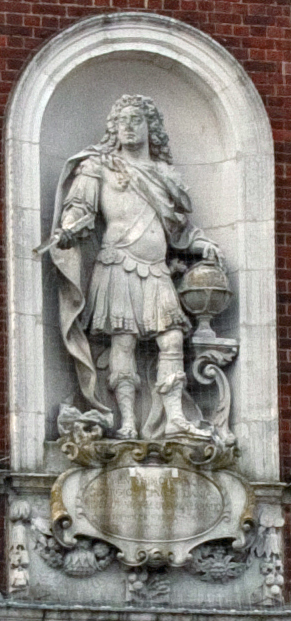
Статуя Георга Датского в Виндзорская ратуша, установлена в 1713 году

Поначалу Анна отказалась назначить нового лорд-адмирала и настоял на том, что сама будет исполнять все обязанности в его офисе, а также не стала назначать нового члена правительства на место Георга. Когда в первый раз ей принесли бумаги на подпись, королева плакала. Хунта была не согласна с действиями Анны и настаивала на назначении на пост первого лорда адмиралтейства её члена — графа Орфорда, являвшегося главным критиком работы Георга, смещённого с этого поста в 1699 году. Адмирал Черчилль был отправлен в отставку, но вместо того, чтобы выполнить желание хунты вигов, Анна назначила главой адмиралтейства графа Пембрука, принадлежавшего к партии тори. Тем не менее, члены хунты Сомерс и Уортон были назначены на посты, освобождённые Пембруком, — лорд-председателя Совета и лорда-лейтенанта Ирландии. Однако виги оставались недовольны и продолжали давить на Пембрука и королеву и в итоге Пембрук ушёл в отставку меньше, чем через год, а месяц спустя, в ноябре 1709 года, Анна согласилась назначить Орфорда на вожделенный им пост.

### Характер и образ Георга
Король Карл II, дядя Анны, однажды сказал о Георге: «Я судил о нём пьяном, я судил о нём трезвом и не нашёл в нём ничего». Он был настолько тихим и скромным, что шотландский шпион Джон Маки считал его «[имевшим] привычно лёгкий нрав с хорошим, здравым пониманием, но слишком скромным, чтобы показать его… очень полным, любившим новости, его фляжку и Королеву». Высмеивая астму Георга, лорд Малгрейв говорил, что принц был вынужден тяжело дышать на случай, если люди ошибочно принимали его за мёртвого и собирались похоронить. Ко времени правления королевы Виктории у Георга сложилась репутация дурачка, что сделало его объектом презрения; сама Виктория надеялась, что её собственный супруг принц Альберт никогда не займёт ту «подчинённую позицию, которую занимал глупый и ничтожный супруг королевы Анны». В 1930-х годах Уинстон Черчилль говорил, что Георг «мало значил» для всех, кроме самой Анны.

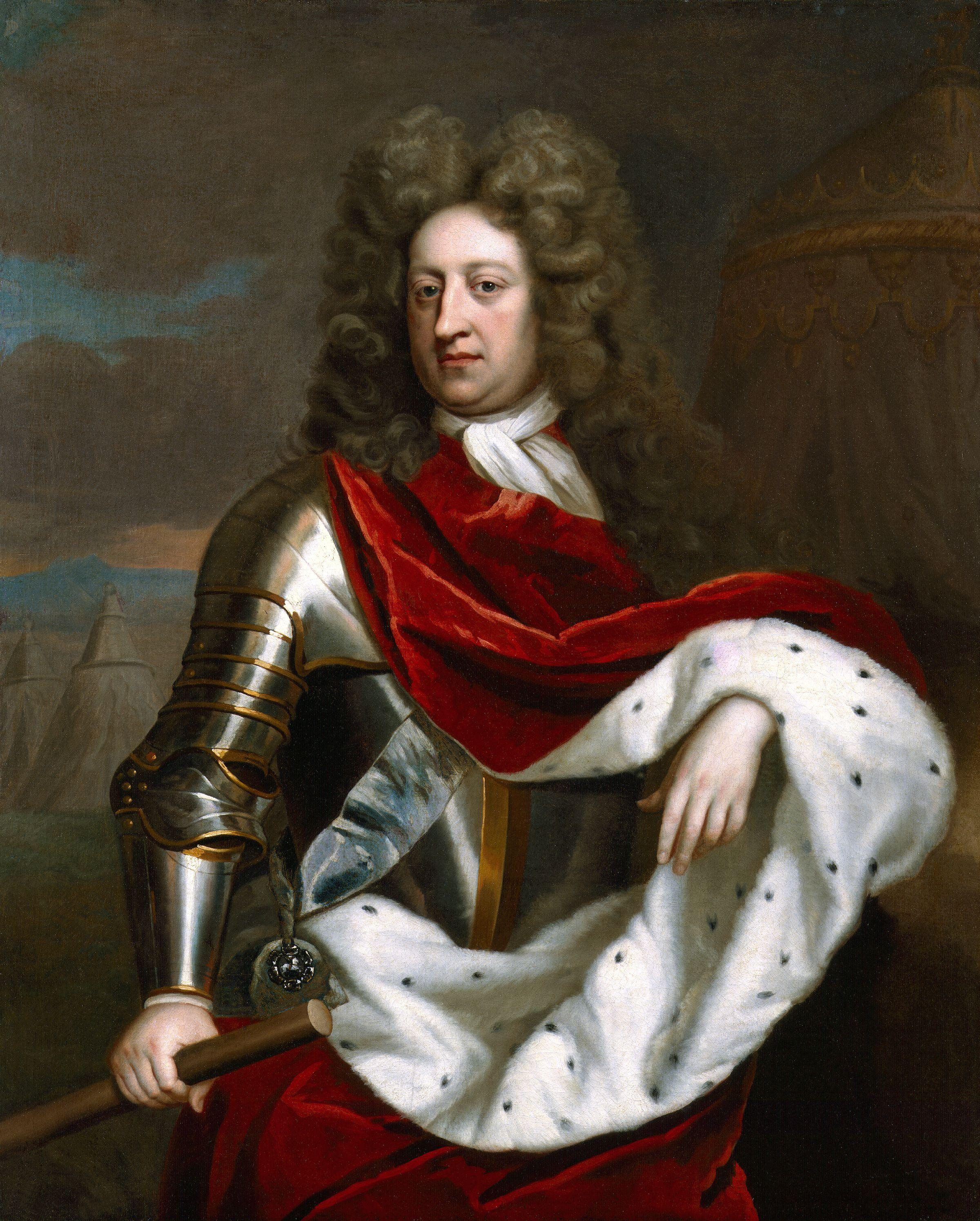
Портрет кисти Михаэля Даля, ок. 1705 года

Он мало повлиял на состояние военно-морского флота, но был достаточно заинтересован в навигации и безопасности в море, чтобы спонсировать издание Observations Джона Флемстида в 1704 году. Он не был одним из самых ярких политических персонажей своего времени и предпочитал тратить своё время на создание моделей кораблей, но при этом он был верным и заботливым мужем королевы Анны. Супруги были преданными, любящими и верными, хотя и сталкивались с личными трагедиями.
Вильгельм Оранский, супруг предыдущей королевы, правившей в собственном праве, стал равноправным королём по отношению к жене, а не её подданным. При этом брак Вильгельма и Марии был примером традиционных гендерных отношений семнадцатого века в Европе: Мария была послушной женой, а Вильгельм находился у власти. Георг и Анна поменялись ролями: он был послушным мужем, а она получила все королевские прерогативы. Вильгельм ошибочно полагал, что Георг будет использовать свой брак с Анной в качестве средства формирования отдельной базы влияния в Великобритании, но Георг никогда не оспаривал авторитет своей жены и никогда не стремился оказаться у власти. Анна иногда использовала образ добродетельной жены, чтобы избежать неприятных ситуаций, утверждая, что как женщина, она «не знает ничего, кроме того, что говорит мне принц», но это была всего лишь хитрость. В те времена мужья имели законное право на собственность своей жены, и утверждалось, что для мужа подчиняться своей жене было противоестественно и против учения церкви. Георг же не высказывал никаких притязаний или требований на этот счёт — он был доволен тем, что оставался принцем и герцогом; он говорил: «Я подданный Её Величества. Я буду делать лишь то, что она приказывает мне». По словам историка Энн Сомерсет, «тот факт, что принца многие считали ничтожеством, помог примирить людей с его аномальным статусом, и так, почти случайно, Георг достиг крупного продвижения феминизма». Уинстон Черчилль писал, что «он был красивым мужчиной, высоким, светловолосым и добродушным… он не был ни талантливым, ни эрудированным — [был] простым, обычным человеком без зависти или честолюбия, и обладал отменным аппетитом и жаждал все яства на столе. Известный вердикт Карла… не [был] справедлив к домашним добродетелям и неизменно хорошему предрасположению его степенного и надежного характера».
Георгу был посвящён «Марш принца Датского» Джеремайи Кларка, написанный примерно в 1700 году; также в честь него был назван округ в Мэриленде. Существует множество портретов Георга: портреты кисти сэра Годфрида Кнеллера хранятся в Национальном морском музее в Гринвиче, замке Драмлэнриг в Дамфрисшире и (совместный портрет с Джорджем Кларком) в колледже Всех Душ в Оксфорде; «датские» портреты среди прочих включают один кисти Виллема Виссинга, хранящийся в коллекции Reedtz-Thott, и один кисти Карела ван Мандера III, хранящийся в национальной коллекции Фредериксборгского замка.

## Потомство
В браке Анны и Георга родилось одиннадцать детей; все они, кроме Уильяма, герцога Глостерского, были мертворождёнными или умерли в раннем детстве. Кроме того, у Анны было шесть выкидышей. Последняя беременность Анны, окончившаяся появлением на свет мертворождённого сына, произошла за два года до восшествия супругов на престол. Дети Георга и Анны:

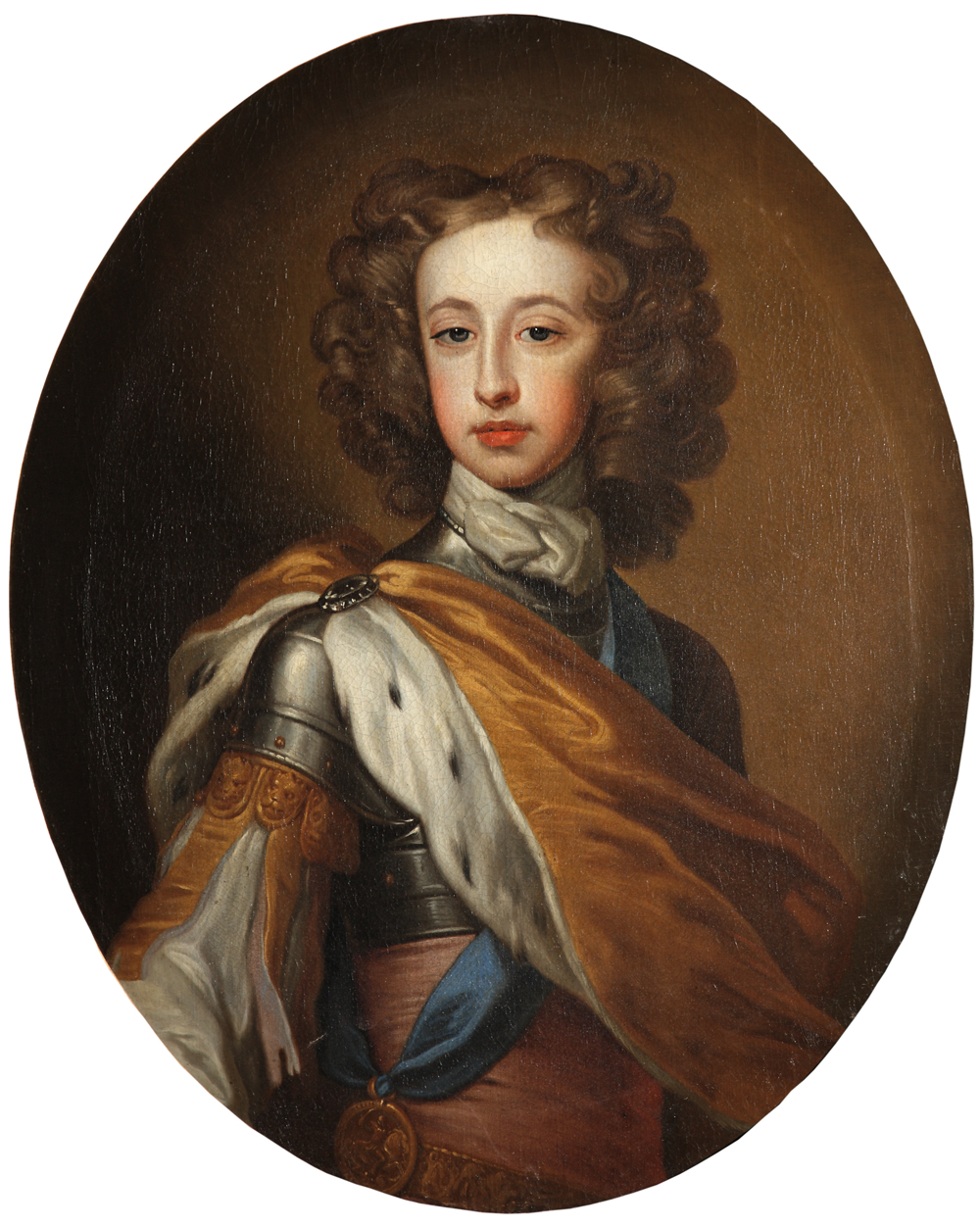
Уильям, герцог Глостерский — единственный ребёнок Георга и Анны, переживший младенчество
Портрет кисти Готфрида Кнеллера, 1700 год

- Мертворождённая дочь (12 мая 1684)[20]
- Мария (2 июня 1685 — 8 февраля 1687)[107]
- Анна София (12 мая 1686 — 2 февраля 1687)[107]
- Выкидыш (21 января 1687)[108]
- Мертворождённый сын (22 октября 1687)[109]
- Выкидыш (16 апреля 1688)[110]
- Уильям (24 июля 1689 — 30 июля 1700) — герцог Глостерский[111][112].
- Мария (14 октября 1690)[40]
- Джордж (17 апреля 1692)[113][114]
- Мертворождённая дочь (23 марта 1693)[115][116]
- Мертворождённый (21 января 1694)[117][118]
- Выкидыш (девочка; 17[119] или 18[47] февраля 1696)[120]
- Выкидыш (мальчик[121][122] или мальчики-близнецы[k 2]; 20 сентября 1696)
- Выкидыш (25 марта 1697)[122]
- Выкидыш (мальчик[124] или мальчики-близнецы[125][k 3]; начало декабря 1697)[127]
- Мертворождённый сын (15 сентября 1698)[128]
- Мертворождённый сын (24 января 1700)[129][130]

## Герб, генеалогия, титулование

### Герб

Герб Георга Датского основан на королевском гербе Дании, обременённом серебряным турнирным воротничком с девятью горностаями на трёх зубцах. Щит увенчан короной принца Датского с серебряным шлемом и горностаево-золотым намётом; шлем увенчан герцогской короной, увенчанной восстающим лазоревым, коронованным и вооружённым червленью львом. Щитодержатели: на золотом основании два бородатых дикаря [лесных человека] с дубиной. Щит окружён лентой ордена Подвязки: в лазоревом поле золотая надпись Honi soit qui mal y pense [Пусть стыдится подумавший плохо об этом].
Щит четверочастный, разделён серебряным крестом на червлёном фоне (Даннеброг); в оконечности щита в червлёном поле золотой, коронованный золотом дракон (Царство вандалов). В первой части в золотом поле три коронованных лазоревых леопардовых льва [идущих льва настороже], вооружённых червленью и окружённые червлёными сердцами (Дания). Во второй части в червлёном поле золотой, коронованный и вооружённый золотом лев, держащий в передних лапах серебряную алебарду с золотым древком (Норвегия). В третьей части в лазоревом поле три золотые короны (Кальмарская уния). В четвёртой части в золотом поле лазоревый леопард [идущий лев настороже], вооружённых червленью и крадущийся по девяти червлёным сердцам (Царство готов). Щит обременён щитком: щит четверочастный, обременённый рассечённым щитком (слева — в золотом поле два червлёных пояса [Ольденбурги], справа — в лазоревом поле золотой крест [Дельменхорст]); в первой части в золотом поле два лазоревых леопарда [идущих льва настороже], вооружённых червленью один над другим (Шлезвиг); во второй части в червлёном поле пересечённый щиток (серебро — вверху, червлень — внизу) в окружении частей листа крапивы (Гольштейн); в третьей части в червлёном поле серебряный лебедь, увенчанный наподобие ошейника золотой короной (Штормарн); в четвёртой части в червлёном поле серебряный всадник в латах на серебряном же коне с поднятым в правой руке над головой мечом того же металла, в левой руке лазоревый щит с золотым двойным крестом, седло и узда лазоревые, рукоятка меча, стремена, соединения упряжи и другие детали — золотые (Погоня).

### Титулование и награды
С рождения (2 апреля 1653) и до натурализации биллем и получения герцогского титула (10 апреля 1689) Георг именовался «Его Королевское Высочество принц Георг Датский и Норвежский», затем до самой своей смерти он именовался «Его Королевское Высочество принц Георг Датский и Норвежский, герцог Камберленд».
Сразу после рождения принц был награждён датским Орденом Слона; 1 января 1684 года он также был посвящён в рыцари Ордена Подвязки.

## Комментарии
1. ↑  Именно эта дата указана на могиле Георга в Вестминстерском аббатстве[1].
2. ↑  Как сообщал в письме от 24 октября доктор Натаниэль Джонсон графу Хантингдону, «Её Королевское высочество отторгла двоих детей, один из которых был семи месяцев, другой — двух или трёх, насколько могли судить врач и акушерка; второй ребёнок родился на следующий день, после первого»[123].
3. ↑  По другим данным, выкидыш произошёл на раннем сроке и невозможно было определить пол детей[126].